# Hot Springs Village (Arkansas)
Hot Springs es una ciudad ubicada en el condado de Garland en el estado estadounidense de Arkansas. En el Censo de 2010 tenía una población de 35193 habitantes y una densidad poblacional de 386,68 personas por km².

## Geografía
Hot Springs se encuentra ubicada en las coordenadas 34°29′31″N 93°3′3″O / 34.49194, -93.05083. Según la Oficina del Censo de los Estados Unidos, Hot Springs tiene una superficie total de 91.01 km², de la cual 90.69 km² corresponden a tierra firme y (0.35%) 0.32 km² es agua.

## Demografía
Según el censo de 2010, había 35193 personas residiendo en Hot Springs. La densidad de población era de 386,68 hab./km². De los 35193 habitantes, Hot Springs estaba compuesto por el 75.4% blancos, el 16.84% eran afroamericanos, el 0.62% eran amerindios, el 0.86% eran asiáticos, el 0.04% eran isleños del Pacífico, el 3.27% eran de otras razas y el 2.97% pertenecían a dos o más razas. Del total de la población el 7.48% eran hispanos o latinos de cualquier raza.